# 24 Hours of Daytona 2003
24 Hours of Daytona 2003 – 24-godzinny wyścig samochodowy na torze Daytona International Speedway w miejscowości Daytona Beach na Florydzie. Zawody odbyły się w dniach 1–2 lutego 2003.

## Wyniki zawodów
| Poz.   | Klasa  | Nr | Drużyna                        | Kierowcy                                                                   | Okrążeń |
| ------ | ------ | -- | ------------------------------ | -------------------------------------------------------------------------- | ------- |
| 1      | GT     | 66 | The Racer's Group              | Kevin Buckler Michael Schrom Timo Bernhard Jörg Bergmeister                | 695     |
| 2      | GT     | 35 | Risi Competizione              | Ralf Kelleners Anthony Lazzaro Johnny Mowlem                               | 686     |
| 3      | GT     | 83 | Rennwerks Motorsports          | David Murry Dave Standridge Johannes van Overbeek Richard Steranka         | 684     |
| 4      | DP     | 88 | Multimatic                     | Scott Maxwell David Brabham David Empringham                               | 679     |
| 5      | DP     | 59 | Brumos Porsche                 | J. C. France Hurley Haywood Scott Goodyear Scott Sharp                     | 661     |
| 6      | GT     | 43 | Orbit Racing                   | Peter Baron Leo Hindery Marc Lieb Kyle Petty                               | 656     |
| 7      | SRP II | 5  | Team Seattle/Essex Racing      | Ross Bentley Don Kitch Jr. Joe Pruskowski Justin Pruskowski                | 652     |
| 8      | SRP II | 15 | Team Seattle/Essex Racing      | Wade Gaughran Steve Gorriaran Peter MacLeod Dave Gaylord                   | 648     |
| 9      | GTS    | 24 | Perspective Racing             | Jérôme Policand João Barbosa Michel Neugarten Andy Wallace                 | 641     |
| 10     | GTS    | 46 | Morgan-Dollar Motorsports      | Charles Morgan Lance Norick Jim Pace Rob Morgan                            | 639     |
| 11     | GT     | 34 | Ferri Comeptizione             | Mauro Baldi Justin Keen Eric van de Poele Ryan Hampton                     | 638     |
| 12     | GTS    | 31 | Rollcentre Racing              | Richard Stanton Rob Barff Andy Britnell Rick Sutherland                    | 635     |
| 13     | GT     | 69 | Marcus Racing                  | Brian Cunningham Hugh Plumb Cory Friedman Craig Stanton                    | 633     |
| 14     | GT     | 20 | JMB USA Racing                 | Augusto Farfus Emmanuel Collard Max Papis Andrea Garbagnati                | 621     |
| 15     | GTS    | 30 | Rollcentre Racing              | Martin Short Tom Herridge John Burton David Shep                           | 601     |
| 16     | GTS    | 7  | Konrad Motorsport              | Franz Konrad Toni Seiler Airton Daré Jean-François Yvon                    | 600     |
| 17     | GT     | 49 | Pit Bull/MAC Racing            | Bepo Orlandi Michele Merendino Derek Clark Ron Atapattu                    | 595     |
| 18 DNF | SRP II | 21 | Archangel Motorsport Services  | Larry Oberto Chris Bingham Derrike Cope Brian DeVries                      | 589     |
| 19     | GT     | 44 | Orbit Racing                   | Mike Fitzgerald Manuel Matos Joe Policastro Joe Policastro Jr.             | 566     |
| 20 DNF | SRP II | 97 | Lucchini Engineering           | Mirko Savoldi Piergiuseppe Peroni Filippo Francioni                        | 548     |
| 21     | GTS    | 09 | Flis Motorsports               | Doug Goad Paul Menard Paul Mears Jr. Jim Briody                            | 542     |
| 22 DNF | GT     | 68 | The Racer's Group              | Jim Michaelian Richard Valentine Tom Hessert Jr. Tom Hessert III           | 501     |
| 23 DNF | GT     | 03 | Marcos USA                     | Cor Euser Rob Knook Donny Crevels Peter Van der Kolk                       | 465     |
| 24     | DP     | 8  | G&W Motorsports                | Dieter Quester Boris Said Darren Law Luca Riccitelli                       | 451     |
| 25 DNF | DP     | 3  | Cegwa Sport                    | Dariusz Grala Oswaldo Negri Jr. Josh Rehm Guy Cosmo                        | 403     |
| 26 DNF | GTS    | 19 | ACP Motorsports                | Anthony Puleo Kerry Hitt Robert Dubler Mark Kennedy                        | 391     |
| 27 DNF | GTS    | 05 | RE/MAX Racing                  | Craig Conway John Metcalf Rick Carelli Dave Linger                         | 378     |
| 28 DNF | GTS    | 77 | RWS Motorsport                 | Alex Vasiliev Tetsuya Tanaka Nikolaj Formenko Walter Lechner Jr.           | 361     |
| 29 DNF | GT     | 99 | NETTTS Racing                  | Jim Hamblin Barry Brensinger James Nelson Mark Greenberg                   | 316     |
| 30 DNF | GTS    | 40 | Derhaag Motorsports            | Justin Bell Derek Bell Ken Wilden Simon Gregg                              | 260     |
| 31 DNF | GT     | 33 | Scuderia Ferrari of Washington | Cort Wagner Brent Martini Sylvain Tremblay Selby Wellman                   | 214     |
| 32 DNF | GT     | 73 | Graham Nash Motorsport         | Rob Wilson Mike Newton David Gooding Martyn Konig                          | 211     |
| 33 DNF | GT     | 10 | MAC Racing                     | David Terrien Gianluca de Lorenzi Didier Moinel Delalande Marco Saviozzi   | 206     |
| 34 DNF | DP     | 58 | Brumos Porsche                 | David Donohue Mike Borkowski Randy Pobst Chris Bye                         | 160     |
| 35 DNF | GT     | 67 | The Racer's Group              | Andrew Davis Robert Julian Tom Nastasi David Lacey                         | 151     |
| 36 DNF | GT     | 98 | Schumacher Racing              | Sascha Maassen Martin Snow Lucas Luhr Larry Schumacher                     | 135     |
| 37 DNF | SRP II | 80 | G&W Motorsports                | Shawn Bayliff Steve Marshall Robert Prilika Andy Lally                     | 121     |
| 38 DNF | GT     | 57 | Seikel Motorsport              | Alex Caffi Gabrio Rosa Fabio Rosa Andrea Chiesa                            | 101     |
| 39 DNF | DP     | 54 | Bell Motorsports               | Didier Theys Forest Barber Terry Borcheller Christian Fittipaldi           | 67      |
| 40 DNF | GT     | 22 | JMB USA Racing                 | Stephen Earle Philip Shearer Stéphane Grégoire Ludovico Manfredi           | 54      |
| 41 DNF | GTS    | 48 | Heritage Motorsports           | Tommy Riggins David Machavern Kevin Lepage Scott Lagasse                   | 49      |
| 42 DNF | GTS    | 18 | Boston Motorsports Group       | Ken Stiver Scott Deware Don Bell Jeff Kline                                | 14      |
| 43 DNF | GTS    | 6  | Gunnar Racing                  | Gunnar Jeannette Duncan Dayton Peter Kitchak Ron Zitza                     | 9       |
| 44 DNF | GTS    | 51 | Proton Competition             | Mauro Casadei Gerold Reid Christian Reid Manfred Jurasz                    | 2       |
| DNS    | GT     | 61 | System Force Motorsports       | Peter van Merksteijn Sr. Charles Brugman Frans Munsterhuis Cougar Jacobson | -       |